# Dick Sargeant
James Fred Robert „Dick” Sargeant (ur. 17 marca 1936 w Kobe) – australijski żeglarz sportowy. Złoty medalista olimpijski z Tokio.
Zawody w 1964 były jego pierwszymi igrzyskami olimpijskimi. Złoty medal zdobył w klasie 5,5 m. Sternikiem był Bill Northam, trzecim członkiem załogi Peter O’Donnell. W 1968 po raz drugi brał udział w igrzyskach i zajął czwarte miejsce w Latającym Holendrze.